# 제12회 대구단편영화제
제12회 대구단편영화제는 2011년 8월 17일에 열린 시상식이다.

## 수상 및 후보

### 대상
- 리코더 시험 - 김보라 수상

### 우수상
- 부서진 밤 - 양효주 수상

### 연기상
- 리코더 시험 - 황정원 수상

### 촬영상
- 부서진 밤 - 양효주 수상

### 애플시네마 대상
- 가족오락관 - 김용삼 수상

### 본선경쟁작
- 방관자들 - 박석재
- 그룹 스터디 - 최정식
- 남쪽평야 - 오동욱
- 먹다 - 장승욱
- 달빛 소나타 - 임철민
- 사이 - 박준석
- 해피버스데이 - 이승민
- 행운동 껌소년 - 최신춘
- 수달 이야기 - 권미정
- 리코더 시험 - 김보라
- 디지탈 무비 - 양경모
- 그 집 앞 - 김성환
- 괴물 - 류성규
- 누가 쌌노? - 박유찬
- 비둘기는 날지 않는다 - 윤익원
- 부서진 밤 - 양효주
- 조우 - 라주형
- 버스 - 장재현
- 타인의 집 - 김재민
- 오늘의 커피 - 정영호
- 쉿! - 이상현
- 좋은 이웃 - 손원평

### 애플시네마
- 3시 33분 - 이해헌
- 그림자도 없다 - 최창환
- 우리할배 - 윤성근
- 가족오락관 - 김용삼
- 어디에도, 어디에나 - 고현석
- 네온 데몬스 - 스콧 해밀턴
- 소녀의 방 - 김은영

### 초청작
- 세 쌍둥이 - 사토 토모야
- 요괴 - 오하타 하지메
- 소크라테스 엑셀사 - 와다 히로유키
- 미지의 히카리 - 코바야시 데비
- 콩 - 아사이 야스시
- 위월의 꿀주스 - 카게야마 슈